# دامير رانتشيتش
دامير رانتشيتش (بالكرواتية: Damir Rančić) مواليد 23 يونيو 1983 في كرواتيا، جمهورية كرواتيا الاشتراكية، هو لاعب كرة سلة كرواتي. بدأ مسيرته الاحترافية في سنة 2000. يلعب في الدوري الكرواتي لكرة السلة الدرجة الأولى. يحمل الرقم 9. يبلغ طوله 6 قدم 6 بوصة (2.0 م). حقق المركز الأول في ألعاب البحر الأبيض المتوسط 2009.

## المسيرة الاحترافية
لعب مع نادي سبليت لكرة السلة من سنة 2001 إلى 2005، ثم لعب مع نادي سيبونا لكرة السلة في موسم 2005–2006، ثم لعب مع نادي زادار لكرة السلة من سنة 2008 إلى 2010، ثم لعب مع أوبرادويرو لكرة السلة في الدوري الإسباني في سنة 2010، ثم لعب مع نادي زغرب لكرة السلة من سنة 2010 إلى 2012.

## الميداليات
| الميدالية | المسابقة                        |
| --------- | ------------------------------- |
| ذهبية     | ألعاب البحر الأبيض المتوسط 2009 |

## روابط خارجية
- دامير رانتشيتش على موقع الاتحاد الدولي لكرة السلة (الإنجليزية)
- دامير رانتشيتش على موقع الدوري الأوروبي لكرة السلة (الإنجليزية)
- دامير رانتشيتش على موقع كرة السلة الأوروبية.كوم (الإنجليزية)
- دامير رانتشيتش على موقع ريلجم (الإنجليزية)
- دامير رانتشيتش على موقع بروبوليرز (الإنجليزية)
- دامير رانتشيتش على موقع سبورتس رفرنس (الإنجليزية)